# Estadio Armando Maestre Pavajeau
El Estadio Armando Maestre Pavajeau es un estadio de fútbol ubicado en la ciudad de Valledupar, capital del departamento del Cesar en Colombia.
El Estadio tiene capacidad para 11.500 espectadores, pero con las obras de remodelación tiene proyectado tener capacidad para 25.000 personas, aunque las obras se encuentran inconclusas y plagadas con sobrecostos y corrupción.
El Estadio Armando Maestre Pavajeau es la sede local del equipo de fútbol Alianza Valledupar, sucesor de Alianza Petrolera, desde la temporada 2024. Anteriormente acogió al Valledupar F. C. que militó en la Primera B del fútbol colombiano.

## Nombre
Su nombre es en honor al exgobernador del departamento Armando Maestre Pavajeau. El escenario se encuentra ubicado en uno de los sectores que en el momento era de los más deprimidos de Valledupar, en inmediaciones del mercado público de la ciudad.

## Remodelación
Uno de los primeros mandatarios con la iniciativa de remodelar el estadio de Valledupar fue el alcalde de Valledupar Jhonny Pérez Oñate, quien en el 2000 propuso conseguir los recursos con el Gobierno Nacional y contratar al arquitecto José Francisco Ramos, quien diseñó el estadio de Barranquilla, Estadio Metropolitano Roberto Meléndez, pero la idea no prosperó.
El proceso de remodelación fue proyectado e iniciado por el gobernador del Cesar, Luis Alberto Monsalvo Gnecco, para la terminación de gradas para una futura capacidad de 20.000 personas, mejoramiento del gramado, y adecuación de los accesos al estadio, por un presupuesto inicial gestionado a un monto de COP$ 33.345 millones pesos. El proyecto fue financiado con las millonarias regalías del carbón del departamento del Cesar.

Primera etapa: "Demolición de la edificación existente, la compra de predios del entorno, cancha de juego completa con gramado, sistema de riego, drenaje y pórticos completos, banquillos para jugadores con asiento, estructura de concreto, graderías en concreto con cubierta tipo membrana, camerinos, sala de prensa, cuartos de árbitros, cuarto de subestación eléctrica, escaleras en concreto y metálicas, cerramiento exterior, taquillas con sus cubiertas, sanitarios y baños públicos".

El 20 de marzo de 2013, el entonces alcalde de Valledupar Fredys Socarrás ordenó la expropiación de los lotes y casas adyacentes al Estadio (la manzana 128 del barrio Pablo VI de Valledupar, Comuna uno) que sería demolidos para ampliar el Estadio.
El 5 de septiembre de 2013, el Curador Urbano Número 2 de Valledupar, Iván Miguel Zuleta Fuentes mediante resolución 02001-2-12-340 invocó el decreto 2150 de 1995 y la Ley 388 de julio de 1997 con la que concedió la licencia de urbanismo y construcción. La licitación fue proyectada por el abogado José Julián Vásquez, apodado el "rey de las licitaciones", y quien es hermano del exalcalde de Cartagena Manolo Duque que fue capturado por corrupción y tienen nexos con el empresario Alfonso Hilsaca.
El contrato de reconstrucción fue adjudicado por la Gobernación del Cesar en enero de 2014 "contrato de obra 2014-02-2014" al "GMP Constructores y Grupo Empresarial Capitol", firma ligada a la firma grupo Capitol de Cartagena de Indias y que no tenía experiencia construyendo estadios pero sí calles y avenidas urbanas. El representante legal de esta empresa fue el abogado Gabriel Emilio Marriaga Piñeres, exsecretario de Planeación del Gobernador del departamento de Bolívar Juan Carlos Gossaín. Las obras de remodelación del Estadio fueron proyectadas para realizarse "en 18 meses" (proyectaban terminar el 31 de diciembre de 2014) y con tres tribunas "Occidental, Oriental y Sur", con la primera etapa comenzando el 1 de febrero de 2014.
El grupo constructor y la gobernación le agregaron múltiples adiciones presupuestales al Estadio que rondaba en 50 mil millones, incluyendo una de las adiciones que llegó a un monto de COP$ 16.000 millones para erigir la tribuna oriental. La Procuraduría Regional del Cesar alegó que la adición se hizo sin estar dentro del proyecto de la primera fase, por lo que la gobernación Monsalvo Gnecco y el contratista realizaron un nuevo contrato nuevo y enmendar las millonarias adiciones presupuestales. Luego en 2015, la firma Unión Temporal Obras Complementarias recibió una adición de COP$ 9 mil millones de pesos para obras complementarias al Estadio, y posteriormente recibió otra por un monto de COP$ 1.750 millones de pesos, para llegar a un total de COP$ 60 mil millones de pesos en costos de la primera fase.
El estadio fue re-inaugurado a finales del 2015 durante el Sudamericano Sub-15, sin embargo, el estadio estaba aún inconcluso con "la tribuna oriental inhabilitada" y la tribuna occidental que fue habilitada, tenía "huecos en la cubierta" por lo que los espectadores se mojaban cuando llovía. El contratista instaló una cubierta con un material diferente al especificado por el arquitecto del proyecto. Además, un vendaval destruyó parte de la estructura nueva, y la red eléctrica presentó fallas constantes. Monsalvo Gnecco había prometido que el Estadio estaría "habilitado para 11.500 personas" para el evento internacional.
El contratista fue sancionado con $5.000 millones por incumplimientos y tardanzas en el proyecto. Mientras que el gobernador Monsalvo Gnecco terminó su período en 2015 y no finalizó la obra. El 22 de agosto de 2017, la Procuraduría Regional del Cesar formuló pliego de cargos en contra del exsecretario de Infraestructura departamental Omar Maestre, y pidió a la Procuraduría General de la Nación abrir investigación contra Monsalvo por las irregularidades en la contratación del estadio.
Con la llegada del nuevo gobernador del Cesar, Franco Ovalle, por obligaciones contractuales, la primera etapa del Estadio fue finalmente terminada el 29 de junio de 2016 y oficialmente inaugurada con el acompañamiento del Presidente de Colombia, Juan Manuel Santos.
En el 2018 el club habilitó la grada oriental para un cuadrangular organizado por Indupal participando el Real Cartagena, Jaguares FC, Atlético Bucaramanga y el anfitrión Valledupar FC y cual fue campeón Jaguares FC.
Monsalvo Gnecco fue reelecto en octubre de 2019 y tomó posesión como Gobernador del Cesar nuevamente a pesar de que la obra del Estadio Armando Maestre fue su mayor "elefante blanco", el 17 de enero de 2020, durante una inspección del Estadio con los medios dijo en alusión a los fanáticos del Valledupar FC:

Casi que mi peor crítica es el estadio. Ha sido un tema súper injusto porque siempre me han enrostrado el viejo estadio de 40.000 sillas y la afición es de 2.500 personas cuando mejor nos va. Si pones 40.000 sillas vacías e inviertes $200.000 millones, eso sería un detrimento patrimonial de $120.000 millones.
-Luis Monsalvo Gnecco, gobernador del Cesar, el 17 de enero de 2020.

Monsalvo Gnecco culpó al gobernador saliente Franco Ovalle de no realizarle mantenimiento al Estadio.

## Eventos
Fue sede del Sudamericano Sub-15 el cual albergó la fase de grupos del Grupo A, las semifinales, el tercer y cuarto lugar y la gran final.
También ha albergado las semifinales de la Copa Colombia y dos finales de la Segunda División.
El Deportivo Cali  disputó de local ante Deportes Tolima el partido de vuelta de los cuartos de final del Torneo Apertura 2021.
El estadio también ha sido utilizado para albergar eventos de atletismo, conciertos y eventos políticos.